# Jean Dansereau (producteur)
Pour les articles homonymes, voir Jean Dansereau.
Jean Dansereau est un producteur, monteur, réalisateur, scénariste et directeur de la photographie québécois, né le 12 mai 1930 et mort le 20 avril 2013 à Cowansville.

## Biographie
Jean Dansereau meurt le 20 avril 2013 à l'hôpital Brome-Missisquoi-Perkins Cowansville.

## Filmographie

### comme producteur
- 1972 : Montréal blues
- 1974 : Bar Salon
- 1977 : M'en revenant par les épinettes
- 1980 : Le Deal mexicain
- 1980 : La Vie commence en janvier
- 1980 : Un mois à Woukang
- 1981 : Quelques Chinoises nous ont dit...
- 1981 : On est rendus devant le monde!
- 1981 : Les Beaux souvenirs
- 1981 : La Surditude
- 1982 : La Sculpture ancienne au Québec: L'Atelier des Levasseur: 1680-1794
- 1982 : Presbytère ancien du Québec II: Le curé, la mode, le pouvoir
- 1982 : Presbytère ancien du Québec I: Au temps des curés habitants
- 1982 : La Peinture votive au Québec
- 1982 : L'Orfèvrerie ancienne: trésor des fabriques du Québec
- 1982 : Memento te: Stèles et croix de cimetière au Québec
- 1982 : Le Cimetière paroissial au Québec
- 1982 : L'Architecture religieuse en Canada (1640-1790)
- 1982 : Le Confort et l'Indifférence
- 1982 : Debout sur leur terre
- 1983 : Une installation à disposer... Saint-Yvon, Gaspésie 1983
- 1983 : La Journée d'un curé de campagne
- 1983 : Au pays de Zom
- 1984 : Victor Bourgeau, architecte, 1809-1888
- 1984 : Ozias Leduc, peintre-décorateur d'églises, 1864-1955
- 1984 : Les Illusions tranquilles
- 1984 : François Baillairgé, peintre, sculpteur et architecte, 1759-1830
- 1984 : La Broderie d'art chez les Ursulines, c. 1640: c. 1880
- 1984 : Le Dernier glacier
- 1985 : Miroir de la vie et de la mort
- 1985 : Le Combat d'Onésime Tremblay
- 1986 : J'ai pas dit mon dernier mot
- 1999 : Autour de la maison rose

### comme monteur
- 1958 : A Day in June
- 1962 : Congrès
- 1962 : Bûcherons de la Manouane
- 1964 : Corps agiles
- 1964 : Appuis et suspensions
- 1968 : Zone désignée: le rôle des gouvernements
- 1968 : Une entrevue avec Monique Léonard
- 1968 : Une entrevue avec Mme Louise Bouvrette
- 1968 : Une entrevue avec Mme F. Roland Beaudry
- 1968 : Une entrevue avec M. Lucien Rolland
- 1968 : Une entrevue avec M. Jean-Paul Corbeil
- 1968 : Une entrevue avec M. Hubert Murray
- 1968 : Une entrevue avec M. Guy Monette
- 1968 : Une entrevue avec M. Guy Brossard
- 1968 : Une entrevue avec M. Fernand Coupal
- 1968 : Une entrevue avec M. Edwin B. Martin
- 1968 : Le Rôle des femmes dans le monde du travail
- 1968 : La Promotion industrielle et deux de ses artisans
- 1968 : Place des ouvriers dans l'usine
- 1968 : Lionel Forget
- 1968 : Jean-Robert Ouellet
- 1968 : Jean-Pierre Potvin
- 1968 : Jacques Grandmaison
- 1968 : Fernand Jolicoeur
- 1968 : Édouard Sarrazin
- 1968 : Dans une nouvelle usine
- 1968 : Confrontation
- 1968 : Conférence de M. Jean Marchand
- 1968 : Le Comité des chômeurs
- 1968 : La Classe des finissantes
- 1968 : À propos d'un colloque
- 1977 : M'en revenant par les épinettes

### comme réalisateur
- 1961 : Le Jeu de l'hiver
- 1961 : L'Étudiant (court)
- 1962 : Congrès
- 1964 : Springboard to the Sun
- 1964 : Parallèles et grand soleil
- 1964 : Escale des oies sauvages
- 1964 : Corps agiles
- 1964 : Appuis et suspensions
- 1965 : Images d'un concours
- 1966 : La Bourse et la Vie
- 1969 : La Guerre des pianos
- 1969 : À soir on fait peur au monde

### comme scénariste
- 1961 : L'Étudiant (court)
- 1966 : La Bourse et la Vie
- 1977 : M'en revenant par les épinettes

### comme acteur
- 1968 : Le Viol d'une jeune fille douce
- 1973 : Le Grand Sabordage : Le patron du restaurant
- 1976 : L'Eau chaude, l'eau frette : Policier

### comme directeur de la photographie
- 1961 : Le Jeu de l'hiver